# PLL-05
Le PLL-05 est un canon-mortier automoteur chinois utilisé par les formations d'infanterie mécanisée chinoises. Conceptuellement, il est similaire au 2S23 Nona-SVK russe (la tourelle et le système d'armes du 2S9 Nona monté sur un châssis BTR-80), dont trois ont été achetés par la Chine pour évaluation ; l'achat annoncé de 100 véhicules russes n'a pas lieu, et il ne semble pas non plus qu'il y ait eu un transfert formel de technologie vers la Chine. Le système chinois comprend un canon plus long montée sur la variante Type 92 du véhicule blindé de transport de troupes WZ551.
Le canon-mortier est une pièce d'artillerie plus légère et plus compacte que l'obusier traditionnel au détriment de la portée maximale, et qui présente l'avantage d'une meilleure précision, d'une cadence de tir plus élevée et d'une capacité de tir direct par rapport aux mortiers d'infanterie standards. Grâce à sa faible masse et l'élévation de son canon le PLL-05 est privilégié pour les combats en zone urbaine et hautes montagnes.

## Description
L'armement principal du PLL-05 est un canon-mortier de 120 mm installé sur une tourelle capable de rotation à 360°, cette tourelle étant montée sur un châssis de transport de troupes blindé 6x6 WZ551. Le mortier a une plage d'élévation de -4° à +80° et est capable de tirs indirects et directs. Il est équipé d'un chargeur automatique et peut tirer en modes entièrement automatique, semi-automatique ou entièrement manuel, la cadence de tir maximale étant d'environ 8 à 10 coups par minute, avec une cadence de tir soutenue d'environ 4 à 6 coups par minute. La capacité des munitions est de 36 cartouches et comprend des obus de mortier pour le tir indirect et des obus antichars pour le tir direct, la portée maximale avec les obus de mortier standards étant d'environ 9 km. L'armement secondaire est une mitrailleuse lourde QJC-88 de calibre 12,7 × 108 mm montée sur le toit de la tourelle. L'équipage de quatre personnes comprend le commandant du véhicule, l'artilleur, le chargeur et le conducteur. La mobilité du PPL-05 est similaire à celle de la base WZ551 et le véhicule est amphibie grâce à deux hélices montées à l'arrière.
Sa faible masse lui permet d'être facilement aérotransporté ; un avion de transport Y-8 peut en emporter 2 en soute et le Y-20 peut lui en emporter 3.

## Histoire
L'existence du PLL-05 a été révélée pour la première fois en 2001 et le système est entré en service quelques années plus tard. Le PLL-05 était l'un des systèmes qui ont participé au défilé militaire dans le cadre des célébrations du 60e anniversaire de la République populaire de Chine.
La tourelle du PLL-05 a été réutilisée sur le Type 07PA, un canon automoteur destiné à l'exportation.

## Variantes
- Type 07PA - Version export du PLL-05 qui utilise un châssis à roues 8x8 au lieu du 6x6.
- PLZ-05A - Version chenillée du PLL-05, basée sur un châssis de ZBD-04
- WMA029 - Version export classique du PLL-5

## Les opérateurs
République populaire de Chine
- Force terrestre de l'Armée populaire de libération - Au moins 450 unités de PLL-05 en 2023[6].

 Tanzanie
- Forces de défense du peuple tanzanien - Au moins 3 Type 07PA

## Galerie

Véhicule de combat 9K51M
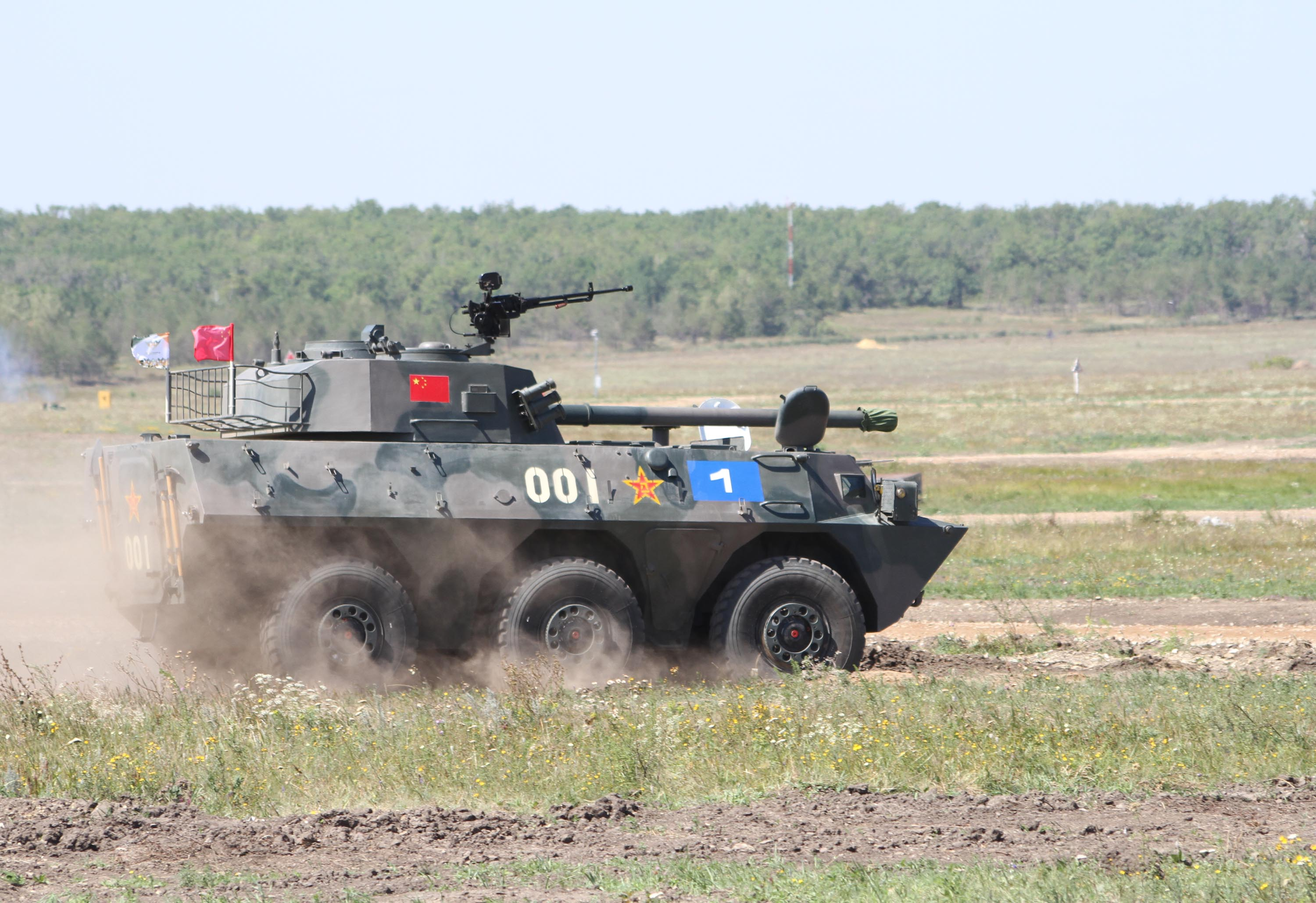
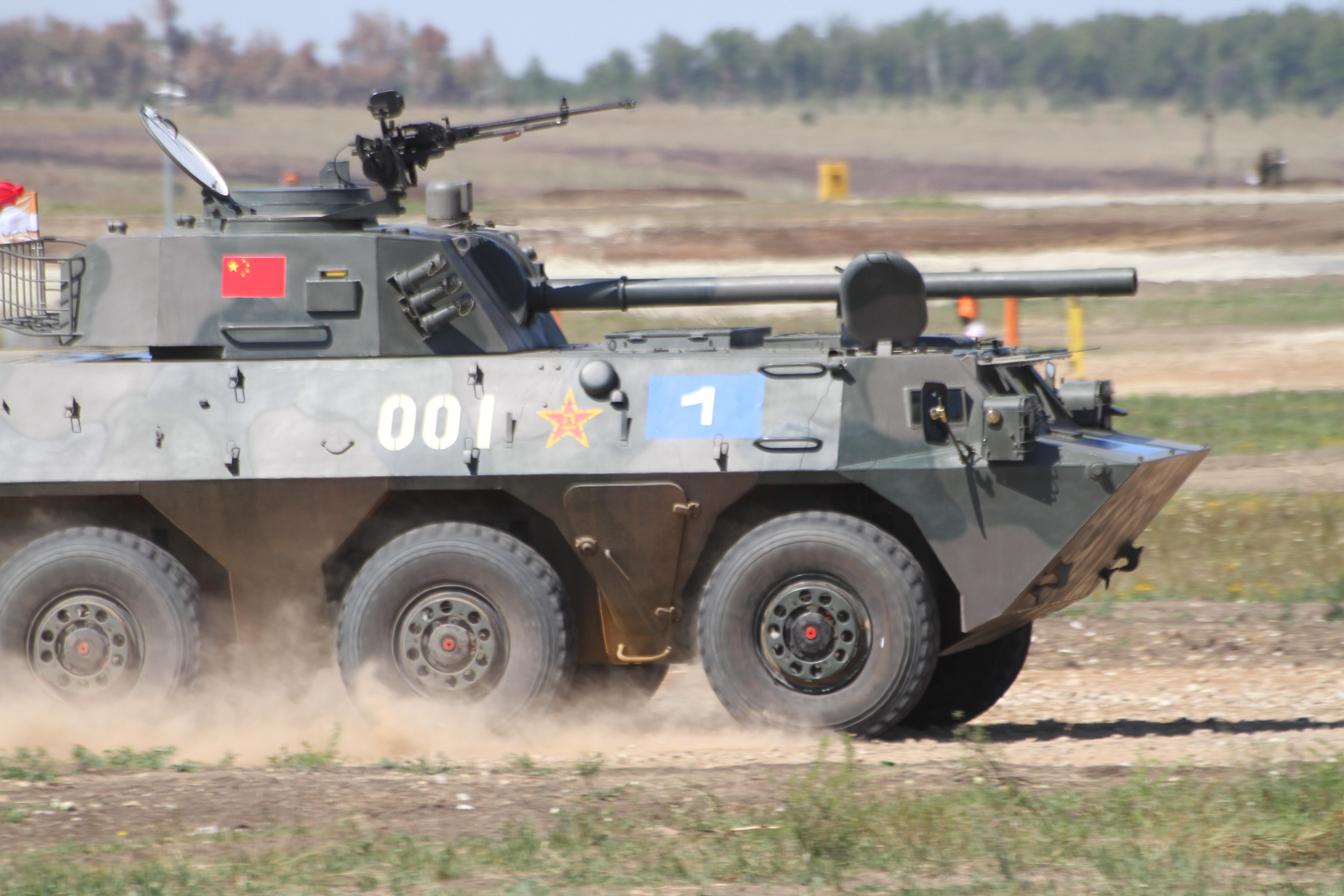
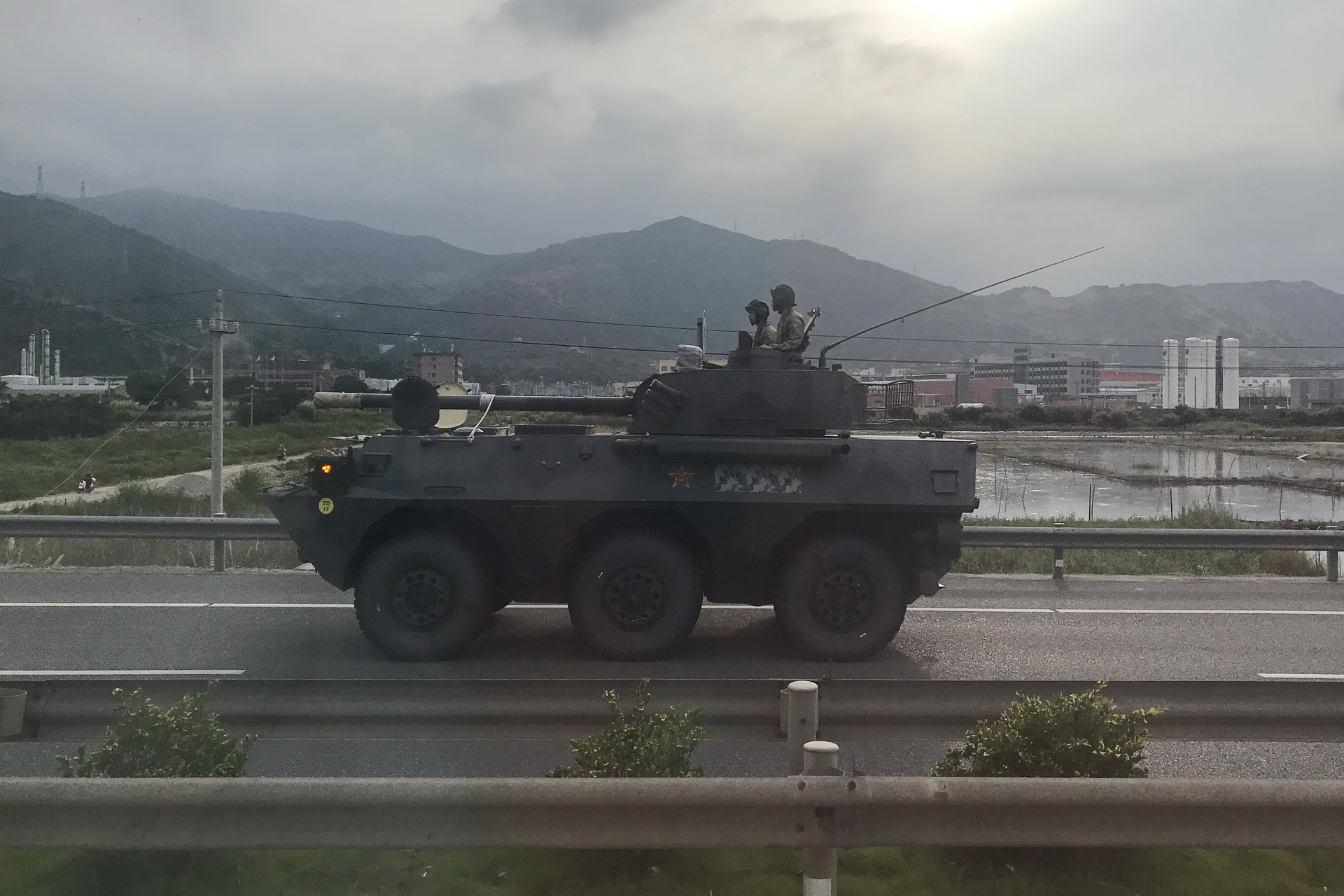
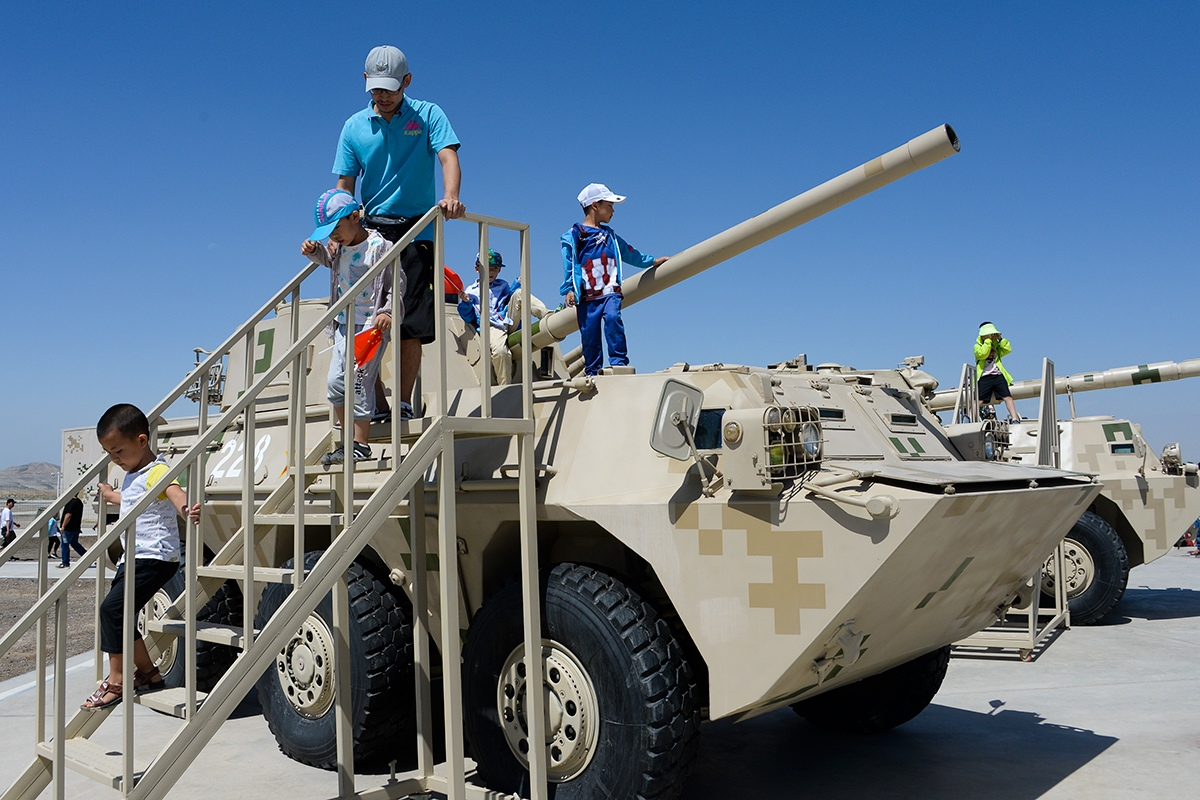
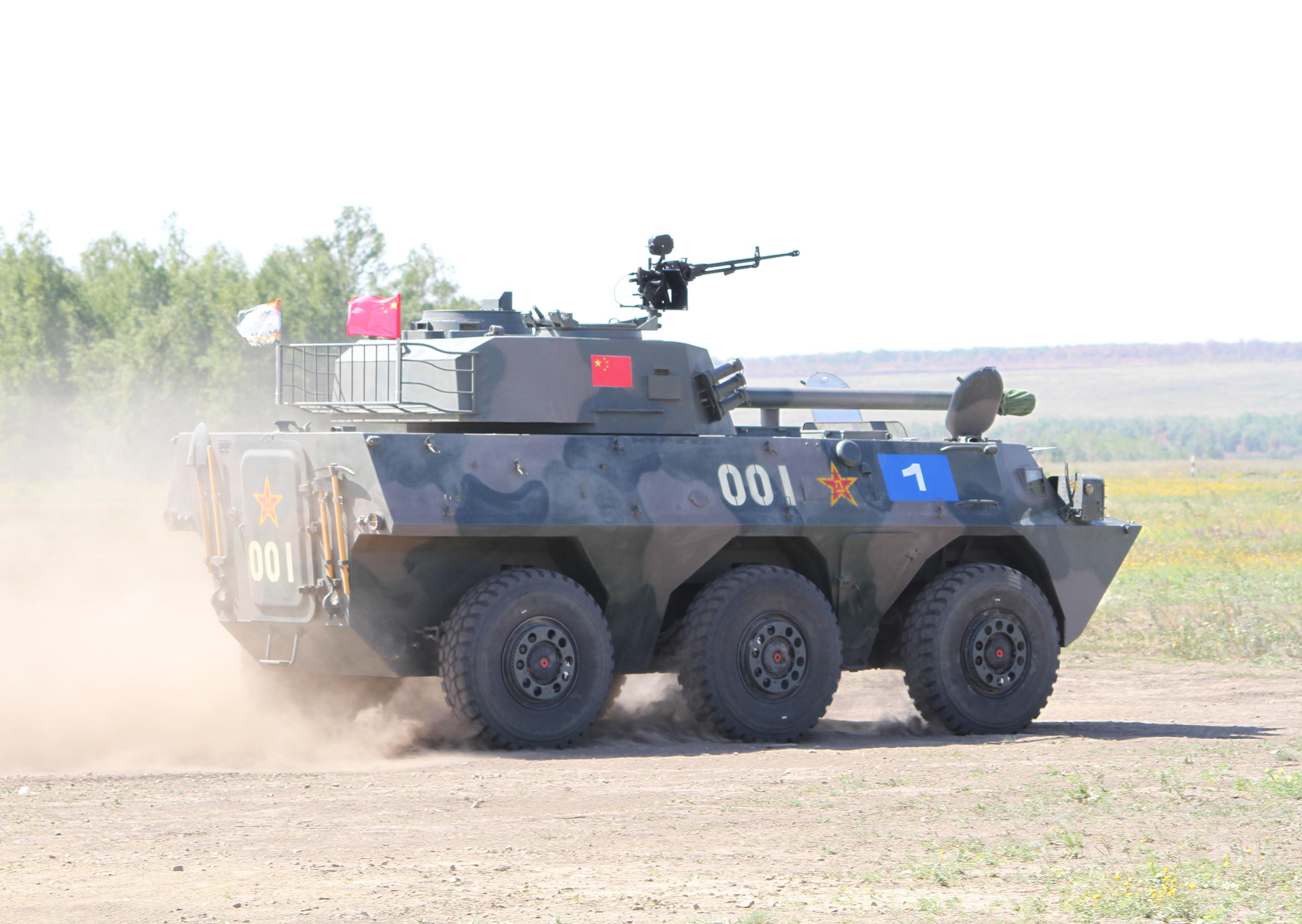